# 언틸 데쓰
언틸 데쓰(Until Death)는 영국에서 제작된 사이몬 펠로우스 감독의 2007년 액션, 드라마, 스릴러 영화이다. 장 끌로드 반담 등이 주연으로 출연하였고 르니 베슨 등이 제작에 참여하였다.

## 출연

### 주연
- 장 끌로드 반담

### 조연
- 셀리나 자일스
- 마크 다이몬드
- 윌리암 애쉬
- 스티븐 로드
- 게리 비들
- C. 제롯 해리스
- 웨스 로빈슨

## 제작진
- Line PD: 버나드 마자우릭
- Line PD: 매튜 오툴
- 공동제작: 크리스찬 프론
- 공동제작: 프랭크 허브너
- 공동제작: 데프니 레너
- 공동제작: 트레버 쇼트
- 공동제작: 데이비드 바로드
- 미술: 피에르 루이지 배질
- 의상: 엘비스 데이비스
- Ass-PD: 캐시 브레이턴
- Ass-PD: 일라나 다이아맨트
- 배역: 일라나 다이아맨트
- 배역: 타니아 폴렌타루티
- 배역: 마리앤 스탠니체바